# Grzegorz Skorupski
Grzegorz Skorupski (ur. 5 września 1969 w Gostyniu) – polski historyk, nauczyciel, działacz samorządowy i pisarz, autor powieści kryminalnych oraz artykułów.

## Życiorys
Urodził się w wielkopolskim Gostyniu, ukończył studia na Wydziale Historii Uniwersytetu im. Adama Mickiewicza w Poznaniu. Pracował jako nauczyciel dyplomowany w Szkole Podstawowej nr 3 w Gostyniu. W wyborach samorządowych w 1998 po raz pierwszy został wybrany radnym. Przez dwie kadencje był wiceprzewodniczącym rady miejskiej Gostynia. W wyborach samorządowych w 2006 otrzymał największą liczbę głosów spośród radnych i objął funkcję przewodniczącego rady miejskiej. W latach 2002–2008 był członkiem Prawa i Sprawiedliwości; w 2008 roku złożył rezygnację i pozostaje do dziś apolityczny. W kolejnych kadencjach pełnił funkcję przewodniczącego Komisji rewizyjnej i ponownie  przewodniczącego rady miejskiej. Od 2017 pełni funkcję zastępcy burmistrza Gostynia.
Pisał artykuły historyczne w „Życiu Gostynia”, współtworzył lokalny portal, organizował grę miejską. Jest współautorem dwóch opracowań dotyczących Szkoły Podstawowej nr 3 w Gostyniu, a także publikacji Gostyń dawny i niedawny oraz Spotkania z przeszłością – Gostyń i okolice. Jeden z inicjatorów Festiwalu Kryminału Retro "Kryminalny Magiel". Jest autorem serii kryminałów retro z prokuratorem Adamem Karskim. Mistrz marionetek z 2022 jest jego pierwszą powieścią osadzoną w czasach współczesnych.

## Nagrody i wyróżnienia
Jego pierwsza powieść (Smak błękitu) otrzymała w 2018 wyróżnienie jury Kryminalnej Piły. Opowiadanie Gra o Rewolucję zdobyło trzecie miejsce w kategorii retro ogólnopolskiego konkursu literackiego „Stulecie Polskiego Kryminału”, a artykuł historyczny "Problemy z władzą samorządową w XIX wieku" otrzymał wyróżnienie w konkursie Prezydenta RP "Filary Demokracji Lokalnej" w 2013.

## Publikacje książkowe[5]
- 2009: Spotkania z przeszłością.
- 2015: Wędrówki w przeszłość. Życie codzienne miasta.
- 2017: Smak błękitu; cykl Adam Karski, tom 1
- 2019: Dłonie śmierci; cykl Adam Karski, tom 2
- 2021: Dom pod Czerwonym Dębem; cykl Adam Karski, tom 3
- 2022: Mistrz marionetek
- 2022: Tajemnica domu zacnego Szkota
- 2023: Czekając na wiatr. Opowiadania kryminalne; zbiór dziesięciu opowiadań retro
- 2023: Pięć spraw prokuratora Karskiego; cykl Adam Karski, tom 4

Opowiadania w antologiach
- 2020: Stulecie kryminału
- 2023: Zbrodnia w operze